# Sự kiện UFO hồ Falcon

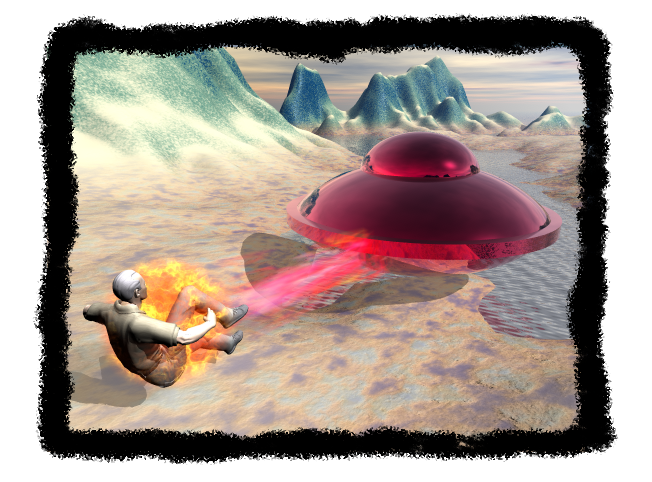
Tranh vẽ khái niệm của họa sĩ dựa theo lời kể của Michalak về việc mình bị UFO gây cháy toàn thân.

Sự kiện UFO hồ Falcon là vụ chứng kiến vật thể lạ nghi là UFO xảy ra vào ngày 20 tháng 5 năm 1967, tại hồ Falcon, trong Công viên tỉnh Whiteshell thuộc tỉnh Manitoba của Canada. Vụ việc được các cơ quan chức năng của Canada tiến hành điều tra bao gồm Cảnh sát Kỵ binh Hoàng gia Canada, Không quân Hoàng gia Canada, Bộ Y tế, Bộ Quốc phòng và giới chức trách của Mỹ bao gồm Tổ chức Nghiên cứu Hiện tượng Không trung và Không quân Mỹ, đóng vai trò là bộ phận trực thuộc Ủy ban Condon.
Biến cố này từng được đài CBC News mệnh danh là "trường hợp UFO được ghi nhận nhiều nhất ở Canada" và "vụ chứng kiến UFO được ghi nhận nhiều nhất trên thế giới" của tờ Atlas Obscura.

## Diễn biến
Stefan "Steve" Michalak, còn gọi là Stephen Michalak, cư trú cùng gia đình ở River Heights, Winnipeg, và làm thợ cơ khí công nghiệp. Ông cũng là một nhà địa chất nghiệp dư, và thường xuyên tìm đến hồ Falcon khai thác thạch anh và bạc.
Michalak trước đây từng đóng cọc để giành quyền sở hữu mảnh đất ở khu vực hồ Falcon hòng tìm kiếm kim loại quý, và rời nhà vào một ngày cuối tuần dài vào tháng 5 năm 1967. Ông biết rằng các vân thạch anh trong phần Tiền kỷ Cambri của Khiên Canada bên trong Công viên tỉnh Whiteshell thu được các kim loại quý như vàng và niken. Michalak xác nhận lúc đang kiểm tra mỏ thạch anh nằm trong địa tầng của Khiên Canada, ông bị giật mình bởi âm thanh của một đàn ngỗng đang bị một vật thể nào đó kích động.
Theo Michalak thì chính ông ngước nhìn lên và trông thấy hai vật thể hình điếu xì gà bay lơ lửng cách mình khoảng 45 mét (150 ft) và phát ra thứ ánh sáng màu đỏ. Ông mô tả vật thể đó là "những thứ hình điếu xì gà có bướu ở giữa". Ban đầu Michalak cho rằng những vật thể đó là loại máy bay thí nghiệm của Mỹ. Một trong những vật thể này đã hạ cánh xuống một bệ đá gần đó, và có hình dạng đĩa, trong khi vật thể kia bay đi sau khi lơ lửng trên không trong vài phút. Michalak trong lúc đang quan sát cảnh con tàu đổ bộ đã dành thời gian để vẽ phác thảo vật thể hạ cánh ngay trước mặt mình chỉ trong nửa giờ, trước khi quyết định lại gần con tàu này. Ông cố gắng tìm cho ra bất kỳ phù hiệu nhận dạng nào nhưng chẳng thấy gì cả, và ngắm nghía chiếc phi thuyền rõ ràng chẳng có bất kỳ đường nối nào và nhận thấy bề mặt kim loại có vẻ mịn, giống như thủy tinh màu. Con tàu này dài 10,5 mét (34 ft) và cao 4,5 mét (15 ft). Phi thuyền hạ cánh còn thay đổi màu sắc giữa xám và đỏ, và trông giống như "thép không gỉ nóng", với ánh sáng vàng phát ra xung quanh phương tiện. Michalak nhớ lại mùi hương của lưu huỳnh và không khí ấm áp phát ra từ con tàu, và nghe thấy âm thanh quay cuồng của động cơ cũng như tiếng rít từ không khí bị đẩy ra ngoài.
Dựa theo lời kể của Michalak, ông quan sát thấy chiếc tàu có một cánh cửa mở ở phía bên của nó với ánh sáng rực rỡ và bên trong chiếc tàu, ông có thể nghe thấy giọng nói của từng người bị bóp nghẹt bởi âm thanh tạo ra. Michalak khẳng định rằng những sinh vật này phát âm có vẻ giống người, với hai giọng nói rõ ràng, một giọng cao hơn giọng kia. Michalak cho biết ban đầu ông cố gắng giao tiếp với "các chàng trai Yankee" bằng tiếng Anh và đề nghị hỗ trợ về thiết bị trên tàu, giả định nhóm phi công đang gặp khó khăn về máy móc. Câu nói của Michalak làm im bặt những lời nói mà ông vừa nghe thấy. Khi không nghe được phản hồi nào cả, Michalak nói rằng ông đã cố gắng giao tiếp với các cá nhân này bằng tiếng Ba Lan, tiếng Nga và cuối cùng là tiếng Đức.
Michalak tiếp thục thuật lại chính ông vẫn tương tác với con tàu dù không có phản hồi nào khác và lại gần nó, mang theo cặp kính hàn để bảo vệ mắt của mình. Ở bên trong con tàu, Michalak kể lại là mình có nhìn thấy các chùm ánh sáng và tấm bảng nhấp nháy nhiều màu sắc khác nhau. Con tàu hiện ra với vẻ trống rỗng, và khi ông bước đi, ba tấm bảng trượt vào nhằm đóng kín phi thuyền, và khi ông vừa chạm vào con tàu thì cảm thấy nó nóng đến nỗi làm tan chảy các đầu ngón tay của găng tay mà ông đang đeo.
Michalak nói rằng con tàu này sau đó quay ngược chiều kim đồng hồ, để lộ một tấm bảng dạng đường kẻ ô phát ra một luồng khí nóng bắn vào ngực ông, thổi bay về phía sau và đốt cháy quần áo của ông. Michalak ngay lập tức xé quần áo đang cháy ra khi chiếc tàu bay đi.

## Hậu quả
Theo Michalak cho biết thì ông dần mất phương hướng sau sự kiện này, cảm thấy buồn nôn và sau cùng là nôn mửa, và cố gắng trở về phòng trọ của mình tại Khách sạn Falcon Motor. Một sĩ quan tuần tra đường cao tốc gần đó thuộc lực lượng Cảnh sát Kỵ binh Hoàng gia Canada (RCMP), Cảnh sát viên G.A. Solotki phát hiện ra Michalak và nghĩ rằng anh ta say rượu, nhưng không ngửi thấy mùi rượu trên người Michalak. Báo cáo của Solotki chỉ ra rằng anh ta đề nghị giúp Michalak trở lại và tìm cách điều trị tại Bãi biển Falcon nhưng đã bị từ chối. Theo lời kể của Michalak, Solotki đã không quan tâm đến tình hình của ông và từ chối lời đề nghị trợ giúp mình. Ông trở về an toàn, nói chuyện với chủ nhà nghỉ về việc đi khám bệnh nhưng được báo cho biết bác sĩ địa phương vắng mặt. Sau đó Michalak nghỉ ngơi và gọi điện cho vợ nói với cô ấy rằng một tai nạn đã xảy ra và ông sẽ trở về nhà ở Winnipeg bằng loại xe buýt Greyhound. Vừa về đến nhà, Michalak đã tìm kiếm sự chăm sóc y tế tại Trung tâm Y tế Misericordia vì vết thương sau vụ việc và được đưa vào phòng cấp cứu.
Michalak bị bỏng ở ngực và bụng, điều này phù hợp với lời tuyên bố của ông là bị va vào bảng điều khiển ống xả. Trên cơ thể Michalak xuất hiện những vết loét nổi lên giống như đường kẻ ô. Michalak tiếp tục bị tiêu chảy kéo dài, đau đầu, đi ngoài ra máu và sụt cân liên tục, cuối cùng phải tìm đến trạm xá Mayo Clinic giúp đỡ. Báo cáo của Mayo Clinic xác định rằng Michalak là người có trí óc sáng suốt. Tình trạng thể chất của ông sau sự kiện này được cho là phù hợp với triệu chứng nhiễm độc phóng xạ, nhưng các xét nghiệm được thực hiện tại Pinawa, Manitoba, sau vụ việc lại cho kết quả âm tính. Michalak được cho là đã giảm mất 13 pound (10 kg) từ sau vụ việc, với số lượng tế bào bạch huyết của ông giảm mạnh xuống mức gần như gây chết người. Ông phải chịu đau đớn vì vết bỏng cứ xuất hiện liên tục, và ảnh hưởng của nó không bao giờ giảm bớt hoàn toàn vào thời điểm Michalak qua đời năm 1999.
Michalak đã đưa câu chuyện của mình lên tờ The Winnipeg Tribune, rồi sau cho xuất bản bài tường thuật này với tiêu đề "Tôi đã bị UFO thiêu rụi". Michalak về sau còn công bố bài tường thuật này trong một bản thảo có tựa đề Cuộc chạm trán UFO của tôi do hãng Osnova Publications xuất bản vào năm 1967 bằng tiếng Ba Lan và được Paul Pihichyn kể lại qua bản dịch tiếng Anh.
Michalak qua đời vào năm 1999 và được cho là vẫn tin rằng UFO là một chiếc máy bay thử nghiệm, với các báo cáo nói rằng ông chưa bao giờ khẳng định chiếc máy bay mà ông chứng kiến là có nguồn gốc ngoài hành tinh. Michalak ngày càng mệt mỏi với sự dò xét gắt gao của giới truyền thông đối với đời tư của mình và tránh xa các cuộc phỏng vấn trong thời gian đầu, viết trong một bản thảo rằng ông đã cố gắng cắt đứt liên lạc với thế giới bên ngoài, Michalak được cho là đã rất hối hận khi kể câu chuyện này cho công chúng biết đến. Tình trạng hỗn loạn xung quanh sự kiện này khiến Michalak gặp phải những vấn đề trong gia đình, với người vợ Maria phải vật lộn để hỗ trợ chồng của mình sau sự kiện đau buồn này. Michalak và gia đình của ông tiếp tục bị các thành viên của công chúng quấy rối, cùng lúc đứa con trai của Michalak là Stan bị bắt nạt ở trường. Maria tiếp tục tỏ vẻ miễn cưỡng khi nói về câu chuyện với giới truyền thông, con trai của Michalak là Stan Michalak tiếp xúc với những người quan tâm đến vụ chứng kiến sau khi cha anh qua đời.

## Điều tra
Sau khi công bố vụ chứng kiến đầy thử thách của Michalak, RCMP, đại diện của Không quân Hoàng gia Canada và đại diện khác thuộc các cơ quan chính phủ, cũng như các thành viên khác nhau của công chúng và giới truyền thông đều quan tâm đến việc thẩm vấn lời kể của Michalak. Trong khi ban đầu không có kết quả, cuộc tìm kiếm được tăng cường với máy bay trực thăng rà soát khu vực. Có nhiều cơ quan ban ngành khác nhau hỗ trợ cho cuộc điều tra bao gồm Bộ Y tế, Bộ Quốc phòng, đã tham gia cùng với RCMP và Không quân Hoàng gia Canada (RCAF) trong cuộc tìm kiếm này. Nhóm nhân viên phía Mỹ, bao gồm Tổ chức Nghiên cứu Hiện tượng Không trung và Không quân Mỹ (USAF), đóng vai trò là bộ phận trực thuộc Ủy ban Condon, cũng tham gia chung. Michalak đã không thể hỗ trợ trong cuộc tìm kiếm ban đầu, vì bị ốm đến mức không thể nuốt nổi đồ ăn rắn chắc. Về sau Michalak mới có thể hỗ trợ các nhà điều tra khi sức khỏe của ông dần hồi phục.
Kết luận ban đầu giả định rằng Michalak bị ảo giác do uống rượu. Cuộc điều tra của USAF đã kết thúc với một kết luận mơ hồ, cả RCMP và Quân đội Canada đều đưa ra kết quả tương tự về vụ việc này. Báo cáo của RCMP nhấn mạnh rằng họ không thể giải thích được các tác động vật lý của Michalak, vết bỏng và vòng tròn bị đốt cháy của thảm thực vật tại khu vực này.
Một số lượng đáng kể ấn phẩm từ các cuộc điều tra tiếp theo tồn tại trên hồ sơ công khai. Số này bao gồm: báo cáo của RCMP và RCAF về vụ việc được lưu giữ trong văn khố quốc gia, hồ sơ của USAF, cũng như thư từ của các bác sĩ trạm xá Mayo Clinic chăm sóc Michalak.
Việc phân tích địa điểm đã mang lại kết quả bất thường, bao gồm một vòng tròn 4,5 mét (15 ft) chỗ thảm thực vật bị đốt cháy ở địa điểm mà Michalak khẳng định rằng đã xảy ra vụ hạ cánh, và sự hiện diện của các nguyên tố phóng xạ cao trong các mẫu đất và quần áo mà Michalak đã vứt đi. Kim loại bị quá nhiệt được phát hiện đã bị tan chảy thành các vết nứt của đá và thể hiện mức độ phóng xạ cao. Các kết quả bất thường sau đó được phát hiện là do một mạch radium ở gần nơi này.

## Nghi ngờ
Những người bày tỏ thái độ hoài nghi về Sự kiện UFO ở hồ Falcon nói rằng vết bỏng của Michalak là do một tai nạn bắt nguồn từ việc sử dụng rượu, và lời kể của anh ta chỉ nhằm che giấu nguyên nhân gây ra tai nạn này mà thôi. Khi trình báo vụ việc, Michalak có khả năng ngăn cản bất kỳ đối thủ cạnh tranh nào đến đào ở địa điểm đất của mình. Thế nhưng, sự cuồng nhiệt về sau của công chúng và giới truyền thông đã gây ra hiệu ứng ngược, với nhiều cá nhân đổ dồn vào nơi đây. Những mảnh kim loại phóng xạ nóng chảy mà những người hoài nghi về trường hợp này cho rằng bị bỏ lại từ sau vụ việc hòng củng cố trò lừa bịp.
John B. Alexander viết trên Tạp chí Khám phá Khoa học nói rằng một số tác động lâu dài của Michalak, bao gồm cả những tổn thương trên da mà anh ta khẳng định là do anh ta tiếp xúc với vụ nổ khí thải, là do chứng dị ứng. Alexander nêu bật những mâu thuẫn trong lời khai của Michalak liên quan đến sự kiện này.
Aaron Sakulich viết cho tờ Iron Skeptic đồng ý với giải thích về việc sử dụng rượu. Sự mâu thuẫn của Michalak trong lời khai của anh ta khi thảo luận về những lần tương tác của anh ta với sĩ quan tuần tra đường cao tốc G.S. Solotki cũng như bản chất của loại đồ uống mà Michalak đánh chén trước khi vụ việc xảy ra là điều đáng chú ý. Michalak kể lại rằng mình khá tỉnh táo đã bị các nhân viên làm việc tại Khách sạn Falcon phản bác khi xác nhận là Michalak có uống một số chai Presbyterian (một loại đồ uống cocktail có thành phần gồm rượu whisky lúa mạch đen, bia gừng và nước). Câu chuyện của Michalak về những lần tương tác của anh ta với G.A. Solotki bị phản đối trực tiếp từ bản báo cáo của Solotki cho RCMP vào đêm xảy ra vụ việc, cho biết Michalak miễn cưỡng trả lời các câu hỏi của Solotki mặc dù có thể nhìn thấy vết bỏng và tình trạng say rượu của anh chàng này. Khi cho mình là nạn nhân của một cuộc tấn công liên quan đến UFO, Michalak có thể làm chệch hướng sự chú ý khỏi các cuộc cạnh tranh đầy tiềm năng trên một khu đất mà Michalak vừa đóng cọc tuyên bố quyền sở hữu của mình.